# Districte de Vsetín
El districte de Vsetín - (txec) Okres Vsetín - és un districte de la regió de Zlín, a la República Txeca. La capital és Vsetín.

## Llista de municipis
Branky -	
Bystřička -	
Choryně -	
Dolní Bečva -	
Francova Lhota -	
Halenkov -	
Horní Bečva -	
Horní Lideč -	
Hošťálková -	
Hovězí -	
Huslenky -	
Hutisko-Solanec -	
Jablůnka -
Janová -	
Jarcová -	
Karolinka -
Kateřinice -	
Kelč -
Kladeruby -	
Krhová -	
Kunovice -	
Lačnov -	
Leskovec -	
Lešná -	
Lhota u Vsetína -	
Lidečko -	
Liptál -	
Loučka -	
Lužná -
Malá Bystřice -	
Mikulůvka -	
Nový Hrozenkov -
Oznice -	
Podolí -	
Police -	
Poličná -	
Pozděchov -	
Prlov -	
Prostřední Bečva -	
Pržno -
Ratiboř -	
Rožnov pod Radhoštěm -
Růžďka -	
Seninka -	
Střelná -	
Střítež nad Bečvou -	
Študlov -	
Ústí -	
Valašská Bystřice -	
Valašská Polanka -	
Valašská Senice -	
Valašské Meziříčí -
Valašské Příkazy -	
Velká Lhota -	
Velké Karlovice -	
Vidče -	
Vigantice -
Vsetín -
Zašová -	
Zděchov -
Zubří